# Mathieu de Ruddere de te Lokeren
Matthieu Constant Amand Marie de Ruddere de te Lokeren, né le 6 décembre 1787 à Alost et mort le 12 juin 1867 à Molenbeek-Saint-Jean, est un homme politique belge.

## Biographie
Mathieu de Ruddere de te Lokeren est le fils d'Ignace Emmanuel de Ruddere, avocat, greffier du Pays d'Alost, et de Jeanne Catherine Tack. Marié à Emilie de Ghelcke, il est le beau-père d'Adolphe de Roovere de Roosemeersch d'Ostendael et de Louis Cornet d'Elzius du Chenoy.
Il fut anobli par Guillaume Ier le premier août 1830 mais les lettres patentes n'ont pas été levées, en raison des événements.  Après avoir envoyé une requête au roi le 28 mai 1841 où il rappelle ses fonctions de membre du Conseil de Régence d'Alost, il fut ensuite anobli par le roi Léopold Ier le 20 juillet 1843 avec adjonction du nom "de te Lokeren".

## Fonctions et mandats
- Membre des États provinciaux de la Flandre orientale sous Guillaume 1er
- Président et trésorier de la Commission administrative de la Maison de détention militaire d'Alost
- Bourgmestre d'Aaigem : 1808-1817
- Bourgmestre de Kerksken : 1820-1820
- Bourgmestre de Haaltert : 1820-1828
- Bourgmestre de Heldergem : 1820-1830
- Conseiller communal d'Alost : 1824-1847
- Membre de la Chambre des représentants de Belgique : 1852-1866

## Sources
- Jean-Luc DE PAEPE & Christiane RAINDORF-GERARD, Le Parlement belge, 1831-1894, Brussel, 1996.
- Mathieu de Ruddere, Généalogie de la famille de Ruddere, manuscrit vendu à Bruxelles par le libraire Eric Speeckaert, lot 160 de la vente du 13 juin 1998 en la salle Romantic Agony, 1060 Bruxelles au prix de 7 500 frs. hors frais.
- Baron de Ryckman de Betz, Armorial général de la noblesse belge, 1957
- Blaise d'Ostende-à-Arlon, Noblesse belge d'aujourd'hui